# Rootz Underground
Rootz Underground to jamajski zespół grający muzykę reggae, która mimo wyraźnych wpływów roots reggae, nie poddaje się łatwo klasyfikacjom. W ich utworach można usłyszeć również elementy rocka, jazzu, hip-hopu, nowoczesnego dubu. Zespół powstał w 2000 roku w Kingston. Markę wyrobił sobie grając na jamajskich festiwalach takich jak Reggae Sunsplash, Reggae Sumfest, Rebel Salute, Welcome to Jamrock.

Debiutancki album zespołu Movement (2008) spotkał się z bardzo dobrym przyjęciem ze strony fanów, jak i krytyków, co pozwoliło rozpocząć karierę w Europie (pierwszy występ w 2009 r.) i Ameryce Północnej. Rootz Underground grali m.in. na festiwalach Summerjam, Reggae Sunska, Roskilde. Dużą popularność przysporzyły im bardzo energetyczne koncerty oraz zaangażowane teksty piosenek.

W 2009 roku Rootz Underground zagrali na najbardziej znanym polskim festiwalu muzyki reggae Ostróda Reggae Festival, 10 sierpnia 2012 odwiedzili Ostródę ponownie, promując swój trzeci album. Ponadto gościli w Polsce jeszcze dwa razy: na płockim festiwalu Reggaeland (2010) oraz grając trasę klubową (2011).

Rootz Underground miało okazję współpracować z wieloma gwiazdami muzyki reggae, z których najbardziej znani to Gregory Isaacs, Stephen Marley, Ziggy Marley, Israel Vibration, The Wailing Souls, Alpha Blondy, Toots and The Maytals.
Zespół aktywnie kontaktuje się z fanami poprzez swoje konta na serwisach takich jak Facebook, Twitter, YouTube.

## Członkowie
- Stephen Newland – wokal
- Charles Lazarus – gitara
- Jeffrey Moss-Solomon – gitara rytmiczna, wokal
- Colin Young – gitara basowa
- Paul Smith – keyboard, wokal
- Leon Campbell – perkusja

## Dyskografia
- Movement (2008)
- Gravity (2010)